# Matthias Katsch

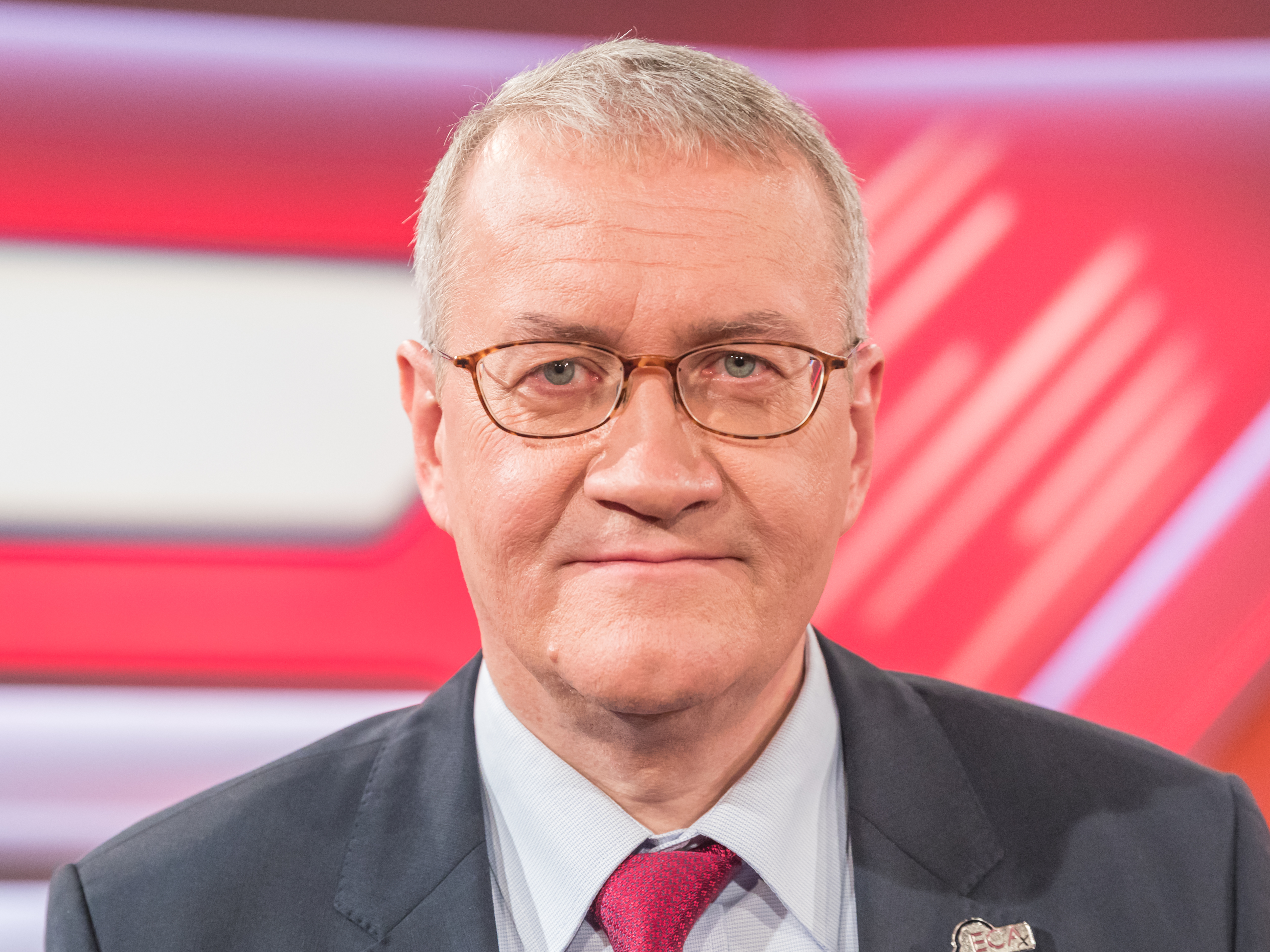
Matthias Katsch (2018)

Matthias Katsch (* 1963 in Berlin) ist ein deutscher Aktivist für die Opfer sexuellen Kindesmissbrauchs durch Angehörige der katholischen Kirche. Er war Mitglied im Betroffenenrat beim Unabhängigen Beauftragten für Fragen sexuellen Kindesmissbrauchs und ist Mitglied der Unabhängigen Kommission zur Aufarbeitung sexuellen Kindesmissbrauchs. Als Jugendlicher an einem Jesuiten-Kolleg selbst sexuell misshandelt, trug er seit Anfang der 2010er Jahre maßgeblich mit dazu bei, dass solche Missbrauchsfälle publik wurden und eine bis heute andauernde Aufarbeitung einsetzte.

## Leben und Wirken
Matthias Katsch besuchte von 1973 bis 1981 das Canisius-Kolleg Berlin (CK), ein staatlich anerkanntes, privates katholisches Gymnasium in Berlin-Tiergarten unter der Trägerschaft des Jesuitenordens. Dort wurde er 1977, im Alter von 13 Jahren, im Rahmen der außerschulischen Jugendarbeit der damaligen Gemeinschaft Christlichen Lebens (GCL) (heute: ISG) erstmals und wiederholt durch den geistlichen Leiter, den Jesuiten Peter R., – wie damals jahrelang andere Jungen und später auch einige Mädchen – sexuell belästigt. Im gleichen Jahr wurde er dort von einem weiteren Jesuiten, dem Sportlehrer Pater Wolfgang Statt, der später dauerhaft mit seiner Familie in Chile lebte  – wie damals jahrelang zahlreiche Mitschüler – wiederholt auf sadistische Weise sexuell misshandelt.
Nach eigener Aussage von Katsch zog der sexuelle Missbrauch unter anderem Scham und Schuldgefühle nach sich, und im Alter von 15 Jahren begannen „erste depressive Phasen, die sein ganzes weiteres Leben präg[t]en“. So habe er „Schwierigkeiten, sich im Arbeitsleben zurechtzufinden“ und Beziehungen seien oft gescheitert. Erst nach Aufdeckung und öffentlichem Bekanntwerden der zahlreichen weiteren Missbrauchsfälle in Jesuitenschulen und dem Kennenlernen von anderen Opfern habe er 2010/2011 einen Zusammenhang zwischen den damaligen massiven Übergriffen am Canisius-Kolleg und seinem „verlorenen Lebensglück“ herstellen können.
Katsch studierte Philosophie und Politik in Berlin und München und schloss als Master of Arts (M.A.) und Executive Master of Business Administration (EMBA) von der Universität St. Gallen ab. Mittlerweile ist er beruflich als Geschäftsführer des Vereins Eckiger Tisch e.V. und als Managementtrainer und Berater in betrieblichen Veränderungsprozessen tätig.
Bei der Bundestagswahl 2021 kandidierte er im Wahlkreis Offenburg erfolglos für die SPD.

## Missbrauchsskandal 2010
Im Januar 2010 wandte sich Katsch zusammen mit zwei ehemaligen Mitschülern an den damaligen Leiter des Canisius-Kollegs (CK), Pater Klaus Mertes SJ und berichtete über seine Erlebnisse. Mertes schickte daraufhin ein Schreiben an etwa 600 ehemalige Schüler des Kollegs aus den 1970er und 1980er Jahren, um vermutete weitere Opfer zu ermutigen und sich zu melden. Damit begann der von den Medien sogenannte Missbrauchsskandal. Nachdem dieser Brief am 28. Januar 2010 durch die Berliner Morgenpost veröffentlicht wurde, meldeten sich in den folgenden Wochen und Monaten Hunderte weitere Betroffene an kirchlichen und anderen Einrichtungen.
Letztlich geht das Bekanntwerden des Missbrauchsskandals und das wachsende öffentliche Bewusstsein über das hohe Ausmaß sexuellen Missbrauchs in Deutschland auf die Initiative von Matthias Katsch und seinen Mitschülern zurück.

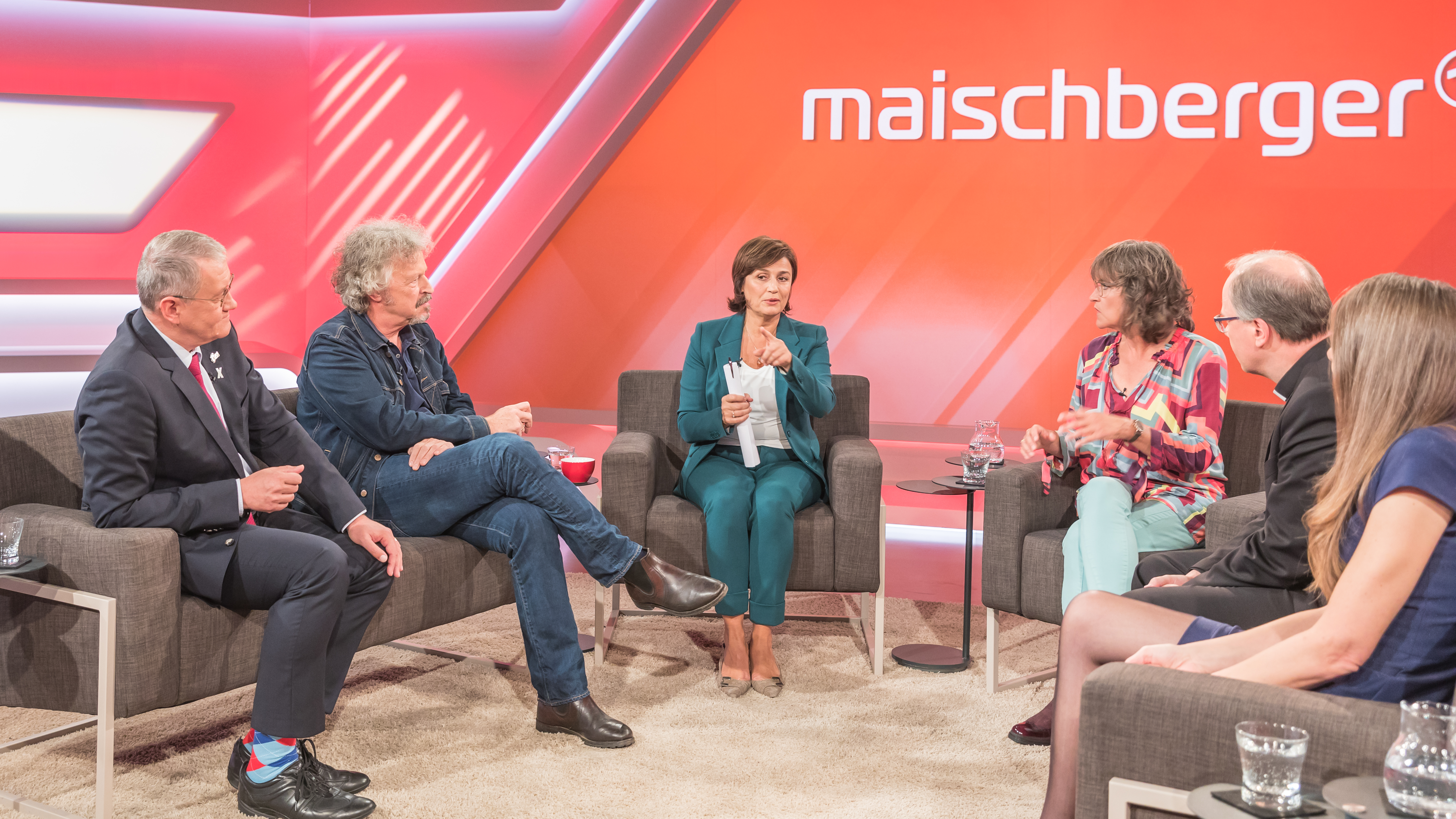
Matthias Katsch (links) als Betroffenenvertreter in der TV-Talkshow Maischberger am 26. September 2018

Katsch gründete mit anderen Betroffenen der Jesuitenschulen in Deutschland die Betroffeneninitiative Eckiger Tisch. Dieser Zusammenschluss fordert Aufklärung, Hilfe und Genugtuung, womit auch eine angemessene finanzielle Entschädigung gemeint ist.
2011 beschloss die Katholische Kirche, den Opfern von sexuellem Kindesmissbrauch durch katholische Geistliche eine von ihr sogenannte „Anerkennungsleistung für das erlittene Leid“ zu gewähren. Die Leistung muss beantragt werden und kann bis zu 5000 Euro betragen, in besonders schweren Einzelfällen auch darüber. Der Mittelwert beträgt nach einer Auswertung im Rahmen der MHG-Studie rd. 3000 Euro. Die Jesuiten gewährten ihrerseits ihren Opfern pauschal 5000 Euro. Auch Katsch nahm diese in Anspruch. Zugleich kritisierte er das Ausbleiben einer tatsächlichen Entschädigung und das Ausbleiben echter Gerechtigkeit.
Anfang 2018 trafen sich auf Mitinitiative von Katsch Betroffene und Aktivisten aus 15 Ländern in Genf und gründeten die internationale Vereinigung ECA – Ending Clergy Abuse, „um der Weltkirche auch global entgegen zu treten, sich gegenseitig zu unterstützen [und] Informationen auszutauschen“. Zu den Gründungsmitgliedern zählen außer Katsch weitere prominente Betroffene von sexuellem Kindesmissbrauch in der katholischen Kirche wie Peter Saunders (Vereinigtes Königreich), Peter Isely (USA) und José Andrés Murillo (Chile). Katsch übernahm das Amt eines der fünf Direktoren von ECA.
Seit Mai 2019 ist Katsch Mitglied der vom Unabhängigen Beauftragten des Deutschen Bundestages für Fragen des sexuellen Kindesmissbrauchs einberufenen Unabhängigen Kommission zur Aufarbeitung sexuellen Kindesmissbrauchs, der er zuvor als Ständiger Gast seit ihrer Einsetzung 2016 angehört hatte.
Zusammen mit 30 Experten und Expertinnen nahm Katsch auf Einladung der Deutschen Bischofskonferenz an einer unabhängigen Arbeitsgruppe teil, die einen Vorschlag für ein Entschädigungsmodell für die Opfer sexuellen Missbrauchs im Raum der Kirche entwickeln sollte. Im September 2019 stellte er die Ergebnisse den Bischöfen bei ihrer Herbstvollversammlung in Fulda vor.
2019 erhielt Matthias Katsch den Kulturpreis der Internationalen Paulusgesellschaft. Damit werde Katschs Einsatz für die Aufarbeitung sexueller Verbrechen an Kindern und Jugendlichen in der katholischen Kirche gewürdigt.

## Auszeichnungen
- 2019: Kulturpreis der Internationalen Paulusgesellschaft[17]
- 2021: Bundesverdienstkreuz am Bande der Bundesrepublik Deutschland[18]

## Veröffentlichungen
- Matthias Katsch: Es hört nicht auf, es wird nur anders. Missbrauchsskandal in der katholischen Kirche. In: SZ.de. Süddeutsche Zeitung, 28. Januar 2012, abgerufen am 12. Januar 2019 (Gastbeitrag).
- Matthias Katsch: Warum dieser Missbrauch katholisch schmeckt. In: Godehard Brüntrup, Christian Herwartz, Hermann Kügler (Hrsg.): Unheilige Macht. Der Jesuitenorden und die Missbrauchskrise. 2., durchgesehene Auflage. Kohlhammer, Stuttgart 2013, S. 57–70 (eingeschränkte Vorschau in der Google-Buchsuche).
- Matthias Katsch: Kapitel 7: Organisationsstruktur und -kultur; Kapitel 11: Personalführungskonzepte. In: Jörg M. Fegert, Michael Kölch, Elisa König, Daniela Harsch, Susanne Witte (Hrsg.): Schutz vor sexueller Gewalt und Übergriffen in Institutionen. Springer, Berlin 2018, ISBN 978-3-662-57359-4, S. 71–82; 119–126 (eingeschränkte Vorschau in der Google-Buchsuche; eingeschränkte Vorschau in der Google-Buchsuche).
- Matthias Katsch: Damit es aufhört. Vom befreienden Kampf der Opfer sexueller Gewalt in der Kirche. Nicolai Publishing & Intelligence, Berlin 2020, ISBN 978-3-96476-030-2.

## Medien

### Filme
- Eva Müller: Die Story im Ersten: Meine Täter, die Priester – Reportage & Dokumentation. Sendereihe: Die Story im Ersten. In: daserste.de. Westdeutscher Rundfunk für Das Erste, 15. Oktober 2018, abgerufen am 16. Oktober 2018 (mit Video-Stream).